# Joseph Ames
Joseph Ames (Yarmouth, Norfolk, 23 de janeiro de 1689 — Londres, 7 de outubro de 1759) foi um bibliógrafo e antiquário inglês. Escreveu um relato de impressão na Inglaterra de 1471 a 1600, intitulado Typographical Antiquities (1749). Não é certo se ele trabalhou fornecendo suprimentos ou equipamentos especiais para navios, se produziu moldes para serem utilizados em fundições, um marceneiro ou um serralheiro; mas levou uma vida próspera em Wapping, Londres e acumulou valiosas coleções de antiguidades.

## Biografia
Era o filho mais velho de John Ames, um mestre no serviço mercantil e sexto filho do capitão Joseph Ames. Ames foi educado em uma pequena escola primária em Wapping. Perdeu o pai aos doze anos de idade, e três anos depois foi ser aprendiz de um marceneiro em King Street ou Queen Street, perto de Guildhall, Londres. Mudou-se depois para Wapping perto do Hermitage, onde seu pai já tinha anteriormente morado, e criou um negócio bem sucedido. Em 1712 sua mãe morreu, e foi sepultada na igreja de Wapping próxima de seu marido. Dois anos mais tarde Ames se casou com Mary, filha de William Wrayford, um comerciante em Bow Lane. Ela morreu em 1734, depois deter-lhe dado seis filhos, dos quais apenas uma filha sobreviveu a ela.
Ames foi eleito Membro da Sociedade de Antiquários em 1736, e foi nomeado secretário cinco anos mais tarde; ocupou o cargo até sua morte, sendo o reverendo William Norris seu associado em 1754. Foi eleito Membro da Royal Society em 1743. A única contribuição por Ames para a Philosophical Transactions foi uma carta relativa a um caso de plica polonica em 1747.
Depois de jantar com seu velho amigo Sir Peter Thompson, Ames teve um ataque que causou sua morte na mesma noite, 7 de outubro de 1759. Foi enterrado no cemitério da igreja de St George-in-the-East.

## Reputação
Ames não teve nenhuma pretensão de mérito literário, e sua posição na Sociedade de Antiquários trouxe-lhe alguns inimigos. Edward Rowe Mores descreveu-o como "um completo estúpido" e acusou-o, com a justificativa de arrancar o título das páginas dos livros. Francis Grose disse que a história da imprensa publicada sob seu nome foi na verdade escrita por John Ward do Gresham College, embora tivesse permitido que os materiais fossem coletados por Ames. William Cole dizia que ele escrevia como um analfabeto e disse que ela era um independente por profissão, mas um deísta na conversa. William Oldys (British Librarian, p. 374) reconhece as qualidades de Ames, a quem ele chama de "um preservador digno de antiguidades".

## Colecionador

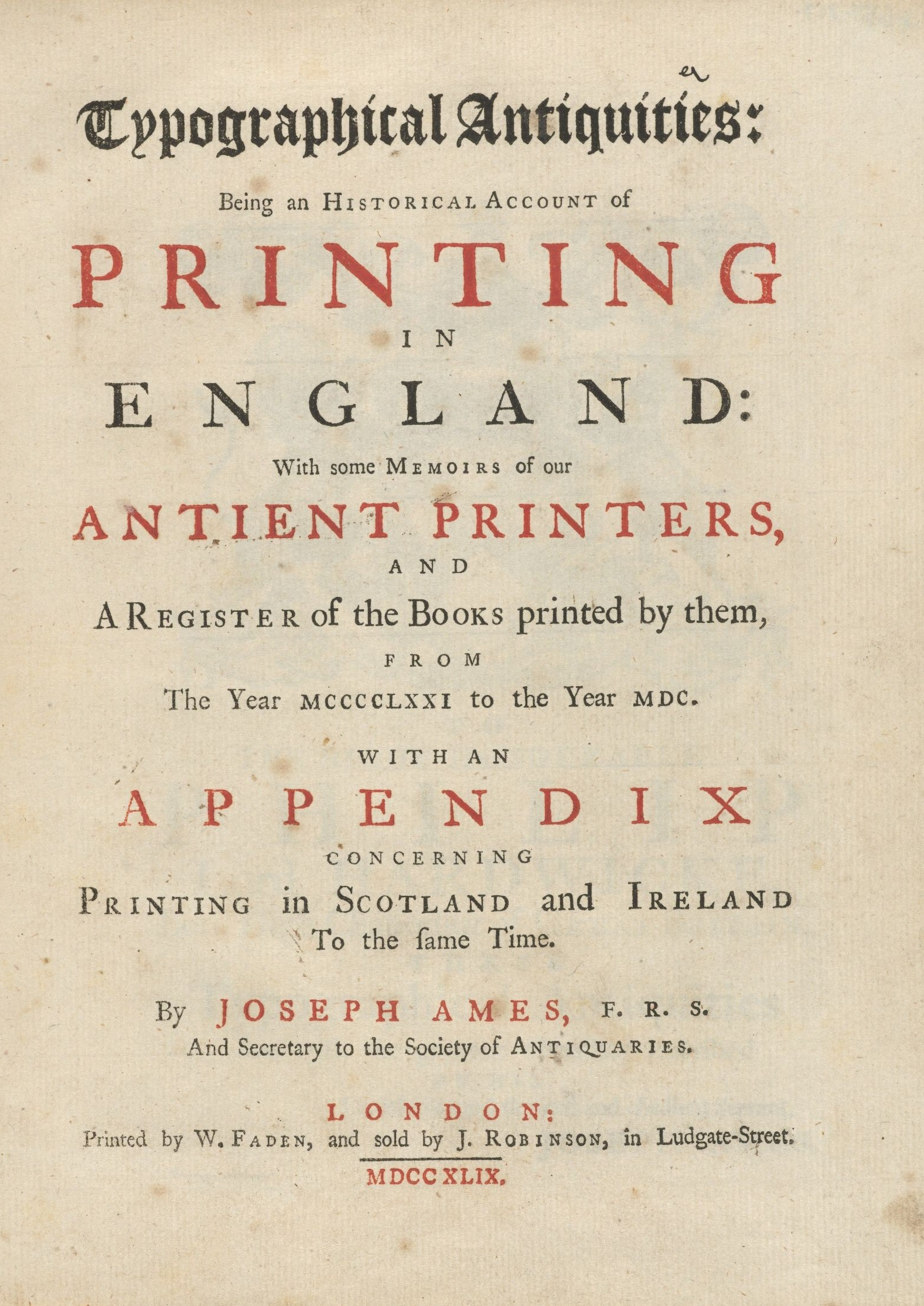
Typographical Antiquities, 1749

Ames fez uma grande coleção de retratos, especialmente aqueles impressos, embora muitos fossem de autenticidade duvidosa. Colecionou também moedas, "curiosidades naturais", inscrições e antiguidades. Entre eles havia livros raros e manuscritos ingleses; muitos dos livros tinham anotações de seus antigos proprietários, e os manuscritos incluía um número de valiosas transcrições históricas. A coleção foi vendida em 1760 após a sua morte por Abraham Langford.
Na biblioteca havia uma cópia intercalada do  Typographical Antiquities  em dois volumes, com adições manuscritas do autor. O lote, que inclui placas, blocos, e os direitos autorais, foi comprado por Sir Peter Thompson; e depois foi vendido por ele para William Herbert, que fez uso dele para a sua própria edição do livro (1785-1790). Outra edição foi de Thomas Frognall Dibdin (4 vols., 1810-1819).

## Obras
Suas obras são:
- ‘Um Catálogo de Editores Ingleses, do ano de 1471 a 1600, a maioria deles de Londres, (sem data ou local), 4 pp.; na cópia da Biblioteca da Sociedade de Antiquários está inscrito, ‘Presented by Mr. Ames, 20 March 1739–40.’
- ‘Um Índice para as Moedas e Medalhas Pembrokianas’ (sem data ou local, ?1746), 8 pp. O volume de gravuras do gabinete de moedas pertencentes ao conde de Pembroke, Numismata Antiqua, foi publicado em 1746 sem texto. Ames editou para distribuição privada um índice de quatro folhas, a transcrição dos nomes das moedas, como mostrado nas placas.
- ‘Um Catálogo dos Líderes Ingleses’, ou um relato de cerca de duas mil gravuras descrevendo o que é particular em cada um deles, como o nome, título, ou cargo da pessoa, o hábito, postura, idade ou tempo quando foi feito, o nome do pintor, do gravurista, &c., e alguns detalhes marcantes referentes às suas vidas’, Londres, 1748.
- ‘Typographical Antiquities, um relato histórico de impressão na Inglaterra, com algumas memórias dos antigos editores, e um registro dos livros impressos por eles, de 1471 a 1600, com um apêndice relativo à impressão na Escócia e na Irlanda no mesmo período,’ Londres, 1749.
- ‘Parentália, ou Memórias da Família dos Wrens, viz. de Matthew, bispo de Ely, Christopher, deão de Windsor, &c., mas principalmente de Sir Christopher Wren, antigo inspetor-geral dos edifícios reais, P.R.S. &c., no qual está contido, além de suas obras, um grande número de artigos originais e registros sobre religião, política, anatomia, matemática, arquitetura, antiguidades, e a maioria dos ramos da literatura, compilados por seu filho Christopher; agora publicado por seu neto, Stephen Wren, com a supervisão de Joseph Ames,’ Londres, 1750.

Ames deveu seu gosto pelos estudos ao reverendo John Russel de St John's, Wapping e ao reverendo John Lewis. Adquiriu também conhecimentos ao participar das palestras de John Theophilus Desaguliers, de Peter Thompson, um comerciante de Hamburgo e membro do Parlamento por St Albans. Lewis fez coleções para uma história da imprensa na Inglaterra, e sugeriu que Ames devesse realizar o trabalho. Notas enviadas para Ames incluem listas de impressões e fac-símiles de suas marcas, cópias de título das páginas, extratos, etc.
Samuel Palmer publicou um trabalho semelhante; lançado em 1732. Em 1739-40 Ames circulou uma lista preliminar de editores ingleses de 1471 a 1600, que incluía 215 nomes, sendo a maioria deles de londrinos, com o enunciado: "Como a história e o progresso da impressão na Inglaterra, de 1474 a 1600 , está em bom zelo para a imprensa; se algum cavalheiro por favor, enviar à editora, Jos. Ames em Wappin, algum relato destes editores, ou adicionar outros, ou ajudá-lo com o que pode ser útil nessa empreitada, o favor será reconhecido com agradecimento.’
Em 1748, ele publicou um ‘Um Catálogo dos Líderes Ingleses’, como um índice para a coleção de 2 000 gravuras, encadernado em dez volumes, pertencentes a John Nickolls, F.R.S., o antiquário Quaker de Ware, Hertfordshire. Constitui-se da primeira tentativa de uma descrição geral dos retratos ingleses em gravuras, uma obra retomada por James Granger vinte anos mais tarde.
Em 1749, o Typographical Antiquities foi publicado, um quarto de mais de 600 páginas, dedicado ao Lord Chancellor Hardwicke. As propostas originais contemplaram apenas 200 cópias, mas 301 foram subscritas, bem como a lista mostra que o livro foi apoiado por líderes antiquários e editores. Ames deveu muito às investigações de outros. Uma parte de sua extensa correspondência bibliográficas com Andrew Ducarel, John Anstis, Lewis, bispo Lyttleton, Rawlinson, etc., é dada por John Nichols. As bibliotecas de Lorde Orford, Sir Hans Sloane, e outros amigos, foram utilizadas para suas pesquisas. Ames ganhou a gratidão de posteriores bibliógrafos por desconsiderar as listas impressas e consultar as páginas de títulos dos próprios livros.
Parentália (1750) foi uma memória dos Wrens, realizada em conjunto com o neto de Sir Christopher Wren, Stephen Wren. Parte de sua correspondência na bibliografia está incluída na Literary Anecdotes and Illustrations de John Nichols.